# Портер, Джин
Бенни Джин Портер (англ. Bennie Jean Porter; 8 декабря 1922, Сиско, Техас — 13 января 2018, Канога-Парк, Калифорния) — американская актриса. Уроженка Техаса, с юных лет участвовала в радиопостановках и водевилях. За годы своей карьеры появилась в трёх десятках кинокартин, среди которых «Приключения Тома Сойера» (1938), «Эбботт и Костелло в Голливуде» (1945), «Крик об опасности» (1951) и «Левая рука Бога» (1955). В 1950-е годы много снималась на телевидении, а в 1961 году завершила свою актёрскую карьеру.
Была супругой кинорежисёсра Эдварда Дмитрыка, оказавшемся в «чёрном списке» из десяти известных кинематографистов, отказавшихся давать показания Комиссии Конгресса по расследованию антиамериканской деятельности (комиссия Маккарти). Актриса умерла в Калифорнии в возрасте 95 лет.